# Johann Kaspar Friedrich Manso
Johann Kaspar Friedrich Manso est un philologue allemand, né à Blasienzell, grand-duché de Gotha, en 1759, mort en 1826. 
Il étudia la théologie, la philologie et la philosophie à l’université d'Iéna, embrassa ensuite la carrière de l’enseignement, et était à sa mort directeur du collège de Sainte-Madeleine, à Breslau. Il avait été lié très-intimement avec Frédéric Jacobsen et Garve. 

## Œuvres
Outre différents traités sur des sujets d’archéologie classique, ainsi que des traductions allemandes des Géorgiques de Virgile, de l’Œdipe roi de Sophocle, et d’excellentes éditions de Méléagre, de Dion et de Moschus, on a de lui, entre autres ouvrages historiques : Sparte, essai pour servir à l’éclaircissement de l’histoire et de la constitution de cette république (1800, 3 vol.) ; Vie de Constantin le Grand (1817) ; Histoire de la monarchie prussienne depuis la paix d’Hubertusberg (1819, 3 vol.) ; Histoire de l’empire des Ostrogoths en Italie (1824). Enfin, nous citerons encore de lui : l’Art d’aimer, poème (1794), et Épître à Garve sur les calomnies contre les sciences.